# Cantó de Belfort-Est
El cantó de Belfort-Est és un cantó francès del departament del Territori de Belfort, situat al districte de Belfort. Compta amb part del municipi de Belfort.

## Municipis
- Belfort

## Història
| Data d'elecció                           | Identitat          | Partit                       | Qualitat |
| ---------------------------------------- | ------------------ | ---------------------------- | -------- |
| 1961-1967                                | Xavier Bauer       | UNR, després divers droite   |          |
| 1967-1979                                | Jean Bailly        | UDR, després RPR             |          |
| 1979-1998                                | Jacques Bichet     | UDF                          |          |
| 1998-                                    | Christophe Grudler | Divers droite, després MoDem |          |
| les dades anteriors no són pas conegudes |                    |                              |          |
|                                          |                    |                              |          |